# パワー・ゲーム
『パワー・ゲーム』（原題: Paranoia）は、2013年にアメリカ合衆国で製作されたスリラー映画。ジョゼフ・フィンダーの小説『侵入社員』を原作にしており、ロバート・ルケティックが監督を務めた。出演はリアム・ヘムズワース、ゲイリー・オールドマン、アンバー・ハード、ハリソン・フォード。

## ストーリー
プロローグ
巨大IT企業「ワイアット社」に勤める野心家の青年アダムは、チャンスを与えられずなかなか結果を出せずにいて、いつまでも給料が上がらない日々を過ごしていた。彼には病気の父親がいて、金を稼がなければならない事情があったのだ。
序盤
ある日、アダムは企画会議での自身の失敗から仲間たちと共にリストラされ、その腹いせに「会社の経費」を私的流用してしまい、これがCEOであるワイアットに発覚してしまう。
終わりを覚悟するアダムだったが、ワイアットは彼に極秘である命令を下す。それは、ワイアット社の長年のライバルである「アイコン社」に産業スパイとして潜入し、新製品の情報を盗み出せというものだった。
ワイアットに弱みを握られてしまったアダムは断ることもできず、「アイコン社」に社員として潜入することになる。
中盤
アイコン社に入ったアダムは、幹部職員のエマと親密な仲になり、次第にCEOのゴダードからも信頼を勝ち得ていくのだった。今までとは打って変わった生活に酔いしれるアダムだったが、彼を待っていたのはワイアットとゴダード、二人の経営者の恐るべき本性だった。
エマのことを大事に思うようになったアダムは、彼女を騙していることに良心の呵責を覚えるようになり、産業スパイを止めようとする。しかし、ワイアットの部下によってケヴィンが車で轢き逃げされ、次は父親やエマを狙うと脅されてしまう。
終盤
新製品を盗み出すよう強要されたアダムは、機密ブロックにある金庫室へと入り込むが、そこにあった新製品には「泥棒はいつまでも泥棒」というメッセージが表示される。ゴダードは、アダムがスパイであることを承知の上で、産業スパイを行うよう罠に嵌めたのだ。
ゴダードは、ワイアットとアダムの会話をすべて記録しており、証拠をFBIに提出されたくなければ「ワイアット社の株式の半数を渡せ」という条件を、ワイアットに伝えるようアダムに命じる。
ラスト
アダムはそれをワイアットに伝え、「ワイアットの女秘書がゴダートに通じている」と証明して、その時の会話を元同僚でITスペシャリストのケヴィンが記録する。
さらに、ゴダートとワイアットとの取引にも同席するが、携帯電話を使用不能にされてしまい音声記録ができない事態となる。しかし、事前にゴダートの携帯電話にダウンロードされていたアプリにより、ケヴィンは携帯電話内のメール情報をダウンロードし、それをFBIに送り付けたのだ。
すぐさまFBIが乗り込んで、ゴダートとワイアットは逮捕されて刑務所送りとなった。アダムやケヴィン達も逮捕されるが、FBIに捜査協力したこともあり、情状酌量されて不起訴となる。
エピローグ
ケヴィン達と会社を立ち上げたアダムは、エマに入社してくれるようオファーして、二人はふたたび恋人として付き合うようになった所で、物語は終わりを告げる。

## キャスト
※括弧内は日本語吹替
- アダム・キャシディ - リアム・ヘムズワース（小松史法）

IT企業「ワイアット社」に社員。7歳の頃に母を亡くした。
- ニコラス・ワイアット - ゲイリー・オールドマン（山路和弘）

IT企業「ワイアット社」の社長。ゴダードの弟子にあたる人物。
- エマ・ジェニングズ - アンバー・ハード（佐古真弓）

「アイコン社」の幹部職員。
- ジョック・ゴダード - ハリソン・フォード（村井國夫）

「アイコン社」のCEO。携帯の小型化を可能にした人物。麻薬で息子を亡くしている。
- ケヴィン - ルーカス・ティル

アダムの同僚。
- Dr.ジュディス・ボルトン - エンベス・デイヴィッツ

行動心理学の専門家。
- マイルス・ミーチャム - ジュリアン・マクマホン（田村真）

アダムをワイアットの元に連行した。
- エージェント・ギャンブル - ジョシュ・ホロウェイ

FBI。
- フランク・キャシディ - リチャード・ドレイファス（魚建）

アダムの父親。病気を患っている。
- アリソン - アンジェラ・サラフィアン

ケヴィンと一緒に歩いていた女性。

## 日本語版スタッフ
- 日本語字幕 - 杉山緑
- 日本語吹替翻訳 - 税田春介
- 日本語吹替演出 - 宇出喜美